# Четвёртая авеню / Девятая улица (Нью-Йоркское метро)
Четвёртая авеню / Девятая улица (англ. Fourth Avenue / Ninth Street) — один из пересадочных узлов Нью-Йоркского метро. В состав пересадочного узла входит одна эстакадная станция и одна подземная. Узел расположен в Бруклине на границе округов Парк Слоуп и Гованус, на пересечении 9-й стрит с 4-й авеню.
В пересадочный узел входят станции следующих линий:
- линия Калвер, Ай-эн-ди,
- линия Четвёртой авеню, Би-эм-ти.

На станциях пересадочного узла останавливаются маршруты:
- D, N (ночью),
- F, G, R (круглосуточно),
- W (часть рейсов в часы пик в пиковом направлении).

## Платформы линии Четвёртой авеню, Би-эм-ти
|   |     |     |     |     |   |
| · | · л | · э | · э | · л | · |

|   |     |     |     |     |   |
| · | · л | · э | · э | · л | · |

«Девятая улица» (англ. Ninth Street) — станция Нью-Йоркского метрополитена, расположенная на линии Четвёртой авеню, Би-эм-ти.  На станции останавливаются маршруты: D (ночью), N (ночью), R (круглосуточно) и W (часть рейсов в часы пик в пиковом направлении). Станцию проходят без остановки маршруты D (круглосуточно, кроме ночи) и N (круглосуточно, кроме ночи).

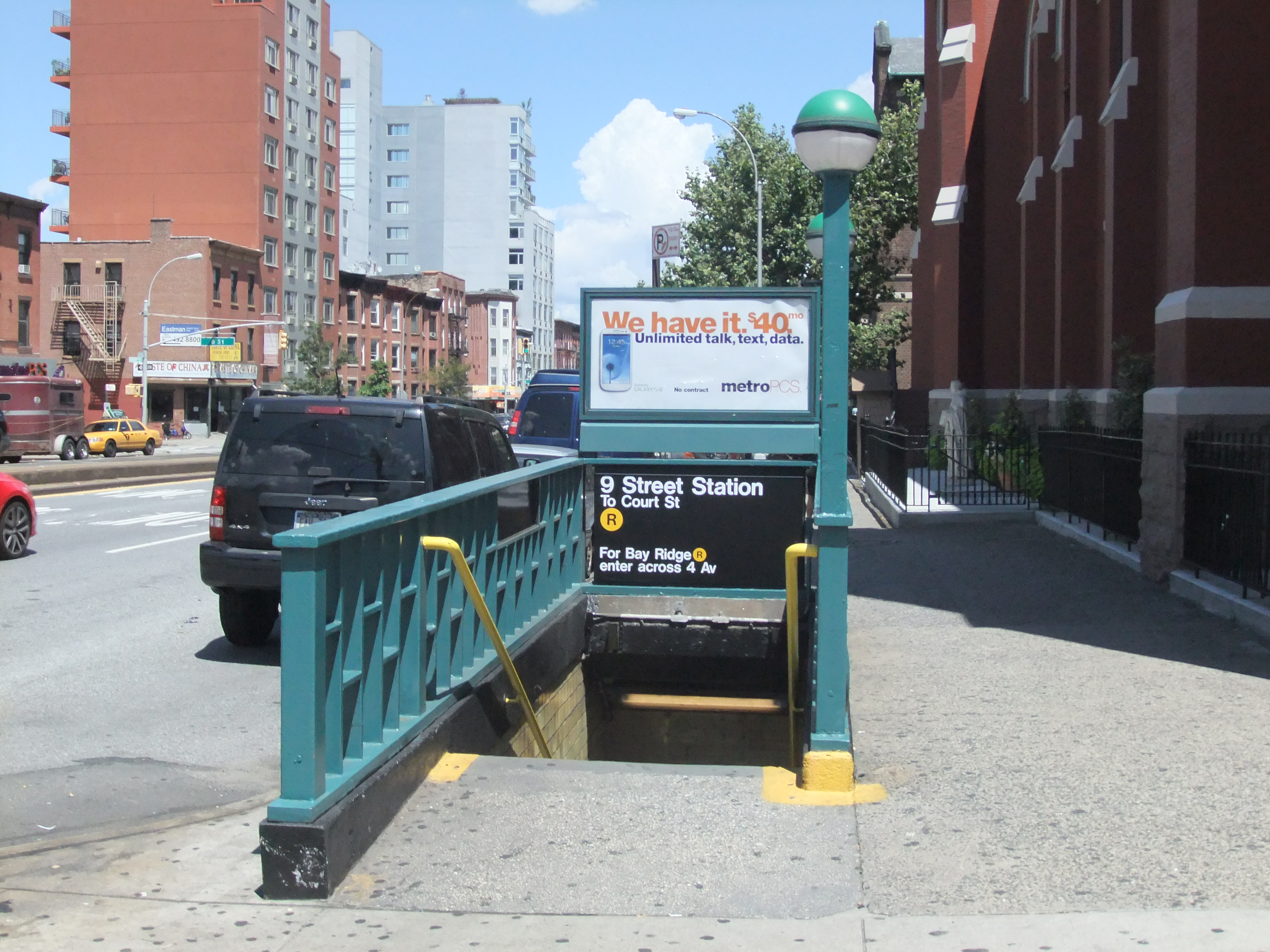
Северный выход со станции

Станция представлена двумя боковыми платформами, расположенными на четырехпутном участке линии. Платформами оборудованы только внешние пути. Центральные пути отделены от внешних сплошной стеной, а не рядом колонн. Станция отделана в бежевых тонах. Станция реконструировалась в конце 1970-х годов. Реконструкция включала ремонт платформ и лестниц, улучшение системы освещения.
Станция имеет единственный выход в центре. Турникеты расположены на уровне платформ, тем не менее между платформами есть бесплатный переход. Из каждого турникетного павильона на улицу ведёт по одной лестнице. С платформы в сторону Coney Island лестницы ведут к западным углам перекрестка 9-й стрит с 4-й авеню; в сторону Манхэттена — к восточным. Переход на соседнюю станцию IND Culver Line расположен с южного конца. С каждой платформ к ней ведёт по одной лестнице. 

## Платформы линии Калвер, Ай-эн-ди
|   |     |     |     |     |   |
| · | · л | · э | · э | · л | · |

|   |     |     |     |     |   |
| · | · л | · э | · э | · л | · |

«Четвёртая авеню» (англ. Fourth Avenue) — станция Нью-Йоркского метрополитена, расположенная на линии Калвер, Ай-эн-ди.  На станции останавливаются маршруты F (круглосуточно) и G (круглосуточно). Станцию проходит без остановки маршрут <F> (в часы пик в пиковом направлении).

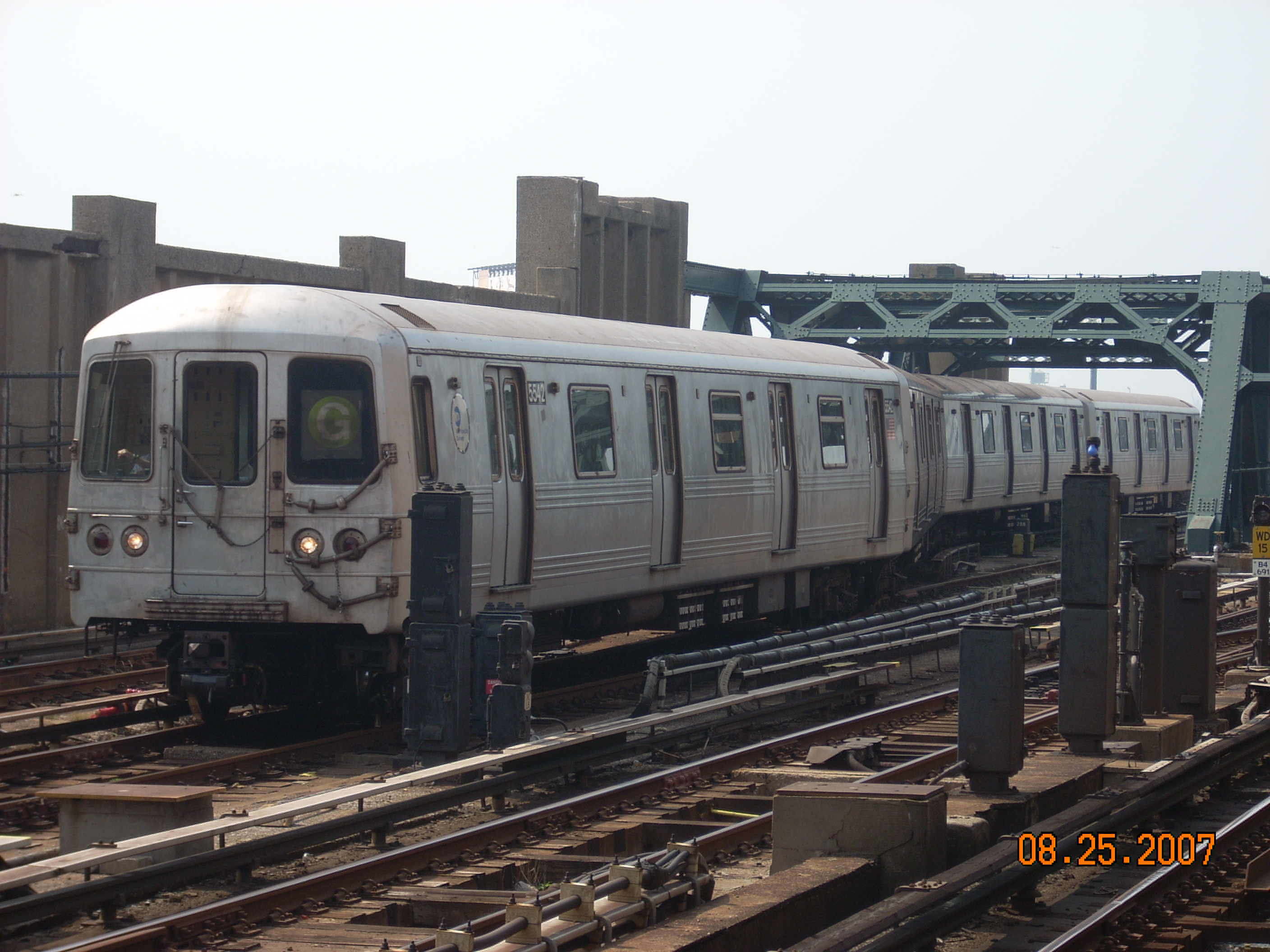
Поезд ' на оборотном тупике станции (для него конечной служила соседняя Smith—Ninth Streets до июля 2009 года)

Станция эстакадная, состоит из двух боковых платформ, расположенных на четырёхпутном участке линии. Они обслуживают только локальные (внешние) пути, поэтому сама станция — локальная. Два центральных экспресс-пути платформами не снабжены; не используются для регулярного движения поездов. К западу от станции пути поднимаются выше, к востоку — резко уходят в тоннель. Станция расположена на крутом склоне (отсюда и название округа — Park Slope), что объясняет резкий перепад высот путей.
Станция имеет два выхода. Основной приводит к перекрестку 9-й стрит с 4-й авеню. Турникеты расположены в бетонном мезонине под платформами. Раньше на станции работал туалет. Второй выход ведёт к 10-й авеню. Две лестницы для перехода на соседнюю станцию ведут из мезонина, каждая из них ведёт непосредственно к своей платформе.
В момент реконструкции участка линии от Carroll Street до Seventh Avenue станция была несколько перестроена: была возведена временная платформа на месте экспресс-путей. Реконструкция продолжалась четыре года — с 2008 по апрель 2012 года. В этот период изменялось движение маршрутов, т. к. соседняя станция (Smith—Ninth Streets) была закрыта полностью.

## Соседние станции
| Условные обозначения |
| для дней и часов работы маршрутов (более точно указано во всплывающих подсказках при этих обозначениях): |
| --- |
| круглосуточно круглосуточно, кроме ночи круглосуточно, кроме будней днём (либо часов пик) в пиковом направлении в будни днём (и, возможно, вечером) в будни круглосуточно в часы пик в будни днём (либо в часы пик) в пиковом направлении в будни днём (либо в часы пик) в направлении, обратном пиковому в выходные ночью ночью и в выходные (и, возможно, вечером) нет движения поездов |

| Предыдущая станция                 | ЛинияНазвание станции                         | Следующая станция          |
| ---------------------------------- | --------------------------------------------- | -------------------------- |
| Юнион-стрит · (D N R W)            | линия Четвёртой авеню, Би-эм-ти Девятая улица | Проспект-авеню · (D N R W) |
| Смит-стрит — Девятая улица · (F G) | линия Калвер, Ай-эн-ди Четвёртая авеню        | Седьмая авеню · (F G)      |